# X (lettre)
Pour les articles homonymes, voir X.
Cette page contient des caractères spéciaux ou non latins. S’ils s’affichent mal (▯, ?, etc.), consultez la page d’aide Unicode.
X (« iks ») est la 24e lettre et la 19e consonne de l'alphabet latin moderne.

## Histoire

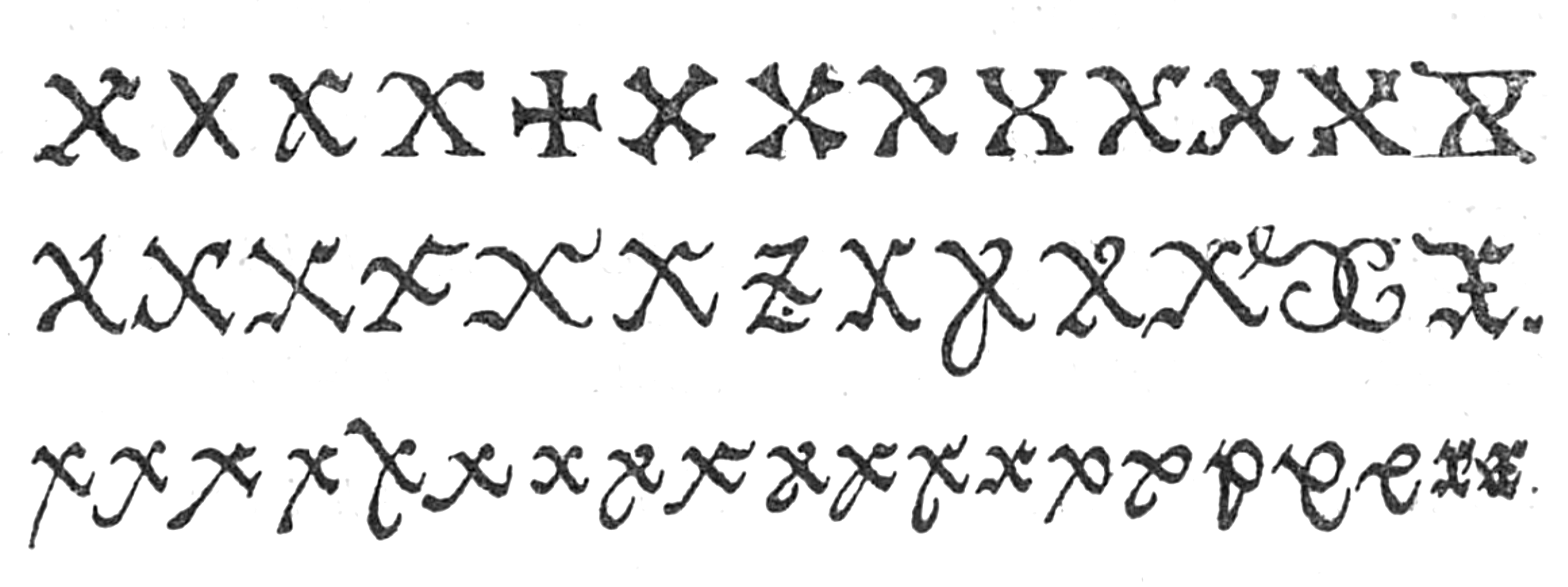
Formes majuscules et minuscules manuscrites de la lettre X dans le Dictionnaire des abréviations latines et française d’Alphonse Chassant.

| R11 |

| R11 |

## Linguistique
Dans l'alphabet phonétique international, le x représente une consonne fricative vélaire sourde.

## Phonétique
- X peut se prononcer [ks] (comme dans taxi), [ɡz] (comme dans exemple), [z] (comme dans dixième), [s] (comme dans soixante), et exceptionnellement [k] dans xhosa ou excellent.
- Le digramme XH a été utilisé dans certaines parties du domaine dialectal wallon (région de Liège, Belgique)  pour noter le son [h] en début de mot et le son [x] au milieu de mot. Il en subsiste des traces dans la toponymie de cette région. Ces sons [h] ou [x] du wallon liégeois correspond souvent à [ʃ] dans le wallon d'autres régions (notamment le namurois). Selon une idée répandue, cet usage viendrait de l'administration arrivée du temps de l'occupation française (1795-1815), qui avait pris l'habitude de mettre une croix devant les H aspirés des noms propres. Ceci est totalement invalidé par l'existence de toponymes et patronymes du XVIe siècle tels que Xhrouet. Il s'agirait d'une spécificité du wallon écrit de Liège, apparue vers 1350. Certains mots n'ont cependant pas gardé cette pratique (par exemple : Herstal). Aujourd'hui, les xh à l'initiale sont réalisés en français comme des [h] ou comme des lettres muettes, mais parfois aussi, sous l'influence de la forme écrite, comme [gz] ou [ks]. Les xh à l'intérieur des mots sont réalisés comme [ks].
  - Droixhe, Fexhe-le-Haut-Clocher, Moxhe, Souxhon, Xhendelesse, Xhendremael, Xhoffraix, Xhoneux, Xhoris, Xhoûte-si-Ploût, Xhovémont.
  - Xhavée ou Chavée (vocable d'origine wallonne désignant une vallée ou un chemin creux)

Ce digramme xh connait aujourd’hui une diffusion un peu plus large par son utilisation en wallon unifié.
- Dans l'orthographe de l'ancien français, x servait à abréger la finale us (chevax pour chevaus). Voir Abréviation médiévale#X (-us).
- Le x peut servir à coder le son /ʃ/. C'est le cas par exemple en portugais (où puxar - tirer - se dit ['pu.ʃaʁ]), en catalan (où caixa - caisse - se dit ['ka.ʃə]), en galicien (où xantar - déjeuner - se dit [ʃan'taɾ]), en maltais (où xorob - boire - se dit ['ʃɔ.rɔp]).

## Mathématiques
La lettre x joue en mathématiques un rôle privilégié mais non exclusif. En tant que première lettre du mot xay, translittération en vieil espagnol de l'arabe شيء šayʾ, « chose » . Vers le XVIIe siècle, le terme se simplifie en ne gardant que son initiale « X » , elle est traditionnellement utilisée, notamment en contexte scolaire et universitaire, pour dénoter :
- l'inconnue réelle dans une équation (par exemple dans le problème suivant :
« résoudre l'équation {\displaystyle x^{2}=25} d'inconnue {\displaystyle x}. »)
- une variable réelle dans les calculs, les identités... (par exemple dans les énoncés suivants :
« Pour tout nombre relatif {\displaystyle x}, on a : {\displaystyle x(x+1)-4x=x^{2}+x-4x=x^{2}-3x}. » ou
« La fonction {\displaystyle f} qui, à tout {\displaystyle x\in \mathbb {R} \setminus \{2\}}, associe {\displaystyle {\frac {2x-8}{4x-8}}} est continue. »)
- une indéterminée de polynôme formel (par exemple dans l'énoncé suivant :
« Le polynôme  {\displaystyle X^{2}+1} est irréductible sur le corps des nombres réels. »)

Pour des raisons sémantiques, la règle typographique impose d'utiliser dans ce contexte la lettre x en italique. Cela permet d'identifier le rôle mathématique joué par cette lettre et aussi d'éviter les confusions avec le symbole de multiplication ×. Cette mise en italique se fait de façon automatisée dans le langage LaTeX dès lors que l'on respecte l'usage du symbole $ : c'est en particulier le cas lorsque l'on utilise la balise \ pour éditer en LaTeX une formule dans un article Wikipédia (les $ ne sont alors pas nécessaires). Il en est de même dans les éditeurs d'équation (par exemple OpenOffice.org Math).

## Codage

### Informatique
| Lettre                   | X                        | X                        | x                         | x                         |
| ------------------------ | ------------------------ | ------------------------ | ------------------------- | ------------------------- |
| Nom Unicode              | Lettre capitale latine X | Lettre capitale latine X | Lettre minuscule latine X | Lettre minuscule latine X |
| Encodage                 | décimal                  | hexadécimal              | décimal                   | hexadécimal               |
| ASCII, ISO 8859, Unicode | 88                       | 58                       | 120                       | 78                        |
| EBCDIC                   | 231                      | E7                       | 167                       | A7                        |

### Radio
- Épellation alphabet radio
  - international : X-ray
  - allemand : Xanthippe
- En alphabet morse, la lettre X vaut « -··- »

### Autres
| Signalisation | Signalisation | Langue des signes | Langue des signes | Écriture Braille |
| Pavillon      | Sémaphore     | française         | québécoise        | Écriture Braille |
| ------------- | ------------- | ----------------- | ----------------- | ---------------- |
|               |               |                   |                   |                  |